# Pseudobradya acuta
Pseudobradya acuta is een eenoogkreeftjessoort uit de familie van de Ectinosomatidae. De wetenschappelijke naam van de soort werd in 1904 voor het eerst geldig gepubliceerd door Georg Ossian Sars.